# Filippo Archinto (vescovo)
Filippo Archinto (Milano, 15 dicembre 1549 – Cantù, 25 novembre 1632) è stato un vescovo cattolico italiano.

## Biografia
Proveniente da una famiglia patrizia milanese, nacque a Milano nel 1549, figlio di Alessandro e Isabella della Croce. Suo zio era l'omonimo Filippo Archinto, arcivescovo metropolita di Milano.
Nel 1575 si addottorò in diritto all'Università di Pavia e venne inserito nel collegio dei giureconsulti milanesi. Nel 1590 andò a Roma, dove si avviò alla carriera ecclesiastica, e l'anno successivo fu ordinato sacerdote. Fu in seguito nominato referendario apostolico.
Il 17 luglio 1595 papa Clemente VIII lo nominò vescovo di Como; ricevette la consacrazione episcopale il 27 agosto seguente a Roma dalle mani del cardinale Ottavio Paravicini, vescovo di Alessandria, co-consacranti i vescovi Owen Lewis, vescovo di Cassano all'Jonio, e Domenico Toschi (poi cardinale), vescovo di Tivoli.
Durante il suo episcopato fece redigere l'inventario dei beni della diocesi e riordinò l'archivio vescovile. Nel 1598 aprì il seminario diocesano.
Nell’inverno tra il 1614 e il 1615 riuscì a portare a termine la visita pastorale alla Valtellina e alla Valchiavenna, occupate dai Grigioni (protestanti). 
Il 4 giugno 1621 papa Gregorio XV ne accettò la rinuncia al governo pastorale della diocesi, nominando come suo successore Aurelio Archinto, figlio del fratello Orazio.
Morì a Cantù nel 1632.

## Genealogia episcopale e successione apostolica
La genealogia episcopale è:
- Arcivescovo Filippo Archinto
- Papa Pio IV
- Cardinale Giovanni Antonio Serbelloni
- Cardinale Carlo Borromeo
- Cardinale Ottavio Paravicini
- Vescovo Filippo Archinto

La successione apostolica è:
- Vescovo Giovanni Battista Guanzato (1598)

## Ascendenza
|                      |   |                   | Genitori |  |  | Nonni |  |  | Bisnonni          |  |  | Trisnonni           |  |
|                      |   |                   |          |  |  |       |  |  | Giuseppe Archinto |  |  | Bertramolo Archinto |  |
|                      |   |                   |          |  |  |       |  |  | Giuseppe Archinto |  |  | Bertramolo Archinto |  |
|                      |   | Orsina Settala    |          |  |  |       |  |  | Giuseppe Archinto |  |  |                     |  |
| Cristoforo Archinto  |   |                   |          |  |  |       |  |  | Giuseppe Archinto |  |  |                     |  |
|                      |   | Elisabetta Cesati | …        |  |  |       |  |  |                   |  |  |                     |  |
|                      |   | Elisabetta Cesati | …        |  |  |       |  |  |                   |  |  |                     |  |
|                      |   | Elisabetta Cesati | …        |  |  |       |  |  |                   |  |  |                     |  |
| Alessandro Archinto  |   | Elisabetta Cesati |          |  |  |       |  |  |                   |  |  |                     |  |
|                      |   | …                 | …        |  |  |       |  |  |                   |  |  |                     |  |
|                      |   | …                 | …        |  |  |       |  |  |                   |  |  |                     |  |
|                      |   | …                 | …        |  |  |       |  |  |                   |  |  |                     |  |
| Maddalena Torriani   |   | …                 |          |  |  |       |  |  |                   |  |  |                     |  |
|                      |   | …                 | …        |  |  |       |  |  |                   |  |  |                     |  |
|                      |   | …                 | …        |  |  |       |  |  |                   |  |  |                     |  |
|                      |   | …                 | …        |  |  |       |  |  |                   |  |  |                     |  |
| Filippo Archinto     |   | …                 |          |  |  |       |  |  |                   |  |  |                     |  |
|                      | … | …                 |          |  |  |       |  |  |                   |  |  |                     |  |
|                      | … | …                 |          |  |  |       |  |  |                   |  |  |                     |  |
|                      | … | …                 |          |  |  |       |  |  |                   |  |  |                     |  |
| …                    | … |                   |          |  |  |       |  |  |                   |  |  |                     |  |
|                      |   | …                 | …        |  |  |       |  |  |                   |  |  |                     |  |
|                      |   | …                 | …        |  |  |       |  |  |                   |  |  |                     |  |
|                      |   | …                 | …        |  |  |       |  |  |                   |  |  |                     |  |
| Ippolita della Croce |   | …                 |          |  |  |       |  |  |                   |  |  |                     |  |
|                      |   | …                 | …        |  |  |       |  |  |                   |  |  |                     |  |
|                      |   | …                 | …        |  |  |       |  |  |                   |  |  |                     |  |
|                      |   | …                 | …        |  |  |       |  |  |                   |  |  |                     |  |
| …                    |   | …                 |          |  |  |       |  |  |                   |  |  |                     |  |
|                      |   | …                 | …        |  |  |       |  |  |                   |  |  |                     |  |
|                      |   | …                 | …        |  |  |       |  |  |                   |  |  |                     |  |
|                      |   | …                 | …        |  |  |       |  |  |                   |  |  |                     |  |
|                      |   | …                 |          |  |  |       |  |  |                   |  |  |                     |  |